# Potměchuť (opera)
Potměchuť (v německém originále Der Nachtschatten) je romantická kouzelná opera o třech dějstvích českého skladatele Františka Škroupa (Plavec 29) na libreto rakouského divadelníka Carla Josefa Schikanedera Premiéru měla 30. prosince 1829 v pražském Stavovském divadle.

## Vznik a historie díla
Škroup napsal svou první operu na německé libreto roku 1827. V rámci svého postavení druhého kapelníka pražského Stavovského divadla, jímž se toho roku stal, byl povinen skládat příležitostnou hudbu k různým hrám a vystoupením a tato opera je rovněž spíše dílem příležitostným.
Libreto pochází od Carla Josefa Schikanedera (1773-1845), což byl příslušník významné divadelní rodiny; jeho strýc byl Mozartův libretista Emanuel Schikaneder. C. J. Schikaneder působil v Praze jako herec od roku 1819 a od roku 1821 byl režisérem opery Stavovského divadla, psal hry a i sám skládal hudbu. Jeho aktivita patřila zejména lidově oblíbenému žánru „hry se zpěvy“ (singspiel a důrazem na mluvenou složku), často „kouzelné“, tj. s fantazijní výpravou a efektními divadelními triky.
Z tohoto žánru, též nazývaného „vílí opera“ (Feenoper), vychází i Škroupova zpěvohra; vedle toho je však ovlivněna italskou belcantovou operou.
Doloženo je pouze jedno představení opera, totiž premiéra 30. prosince 1829. Dobová kritika Škroupovi neupírala kategoricky talent, ale dílo odsoudila: „Nemůžeme však přesto jinak než poznamenat, že se jeho první pokus“ – rozumí se v německé vážné opeře – „nezdařil a že by napříště stálo za námahu se vůči mínění publika, které se také tentokrát vyjadřovalo bezprostředněji, než to může učinit divadelní zpravodajství, nepřeceňovat.“

## Charakteristika díla
Potměchuť má formu singspielu, tedy hudebních čísel spojovaných mluvenými dialogy (protože se zachovala jen partitura opery bez dialogů, je nutné děj rekonstruovat). Objem hudby je na žánr výpravné zpěvohry nadprůměrně veliký (celá partitura má přes 400 stran), při faktickém uvedení byl značně krácen. Hudebním vzorem jen Škroupovi jak starý romantický „kouzelný“ singspiel ve stylu Wenzela Müllera, tak modernější německá romantická opera ve stylu Carla Marii von Webera. Častá jsou lyrická až sentimentální místa kontrastující s dramatickým popisem bouře, loveckými výjevy či s pijáckou písní. Instrumentace je obratná, typicky pro romantismus je zdůrazněna úloha dechových nástrojů.
Dalším vzorem, který Škroup v této opeře využívá, ačkoli s menším uměleckým úspěchem, je italská belcantová opera. Příznačné jsou pro to koloratury v partech hlavních postav. Zejména je patrný vliv Rossiniho Popelky, která se v sezóně 1826-27, tedy v době vzniku Potměchuti, ve Stavovském divadle hojně hrála. S Potměchutí má navíc společnou i řadu dějových motivů.
Celkově jsou melodie spíše nápodobné a eklektické, zato je zjevný Škroupův dramatický smysl ve výstavbě ansámblů a spádu scén. Nejcennějším číslem díla je patrně předehra, uváděná i samostatně.

## Osoby a první obsazení
| osoba                                                      | hlasový obor | premiéra (30.12.1829)  |
| ---------------------------------------------------------- | ------------ | ---------------------- |
| Kníže Ayemonte                                             | tenor        | Sebastian Josef Binder |
| Rytíř Mondonedo                                            | bas          | Karel Strakatý         |
| Ottilia, jeho manželka                                     | mezzosoprán  | Antonie Schikaneder    |
| Romana, její dcera                                         | soprán       | Wilhelmine Becker      |
| Rosa, zvaná Potměchuť, její schovanka                      | soprán       | Kateřina Podhorská     |
| Alcira, víla                                               | soprán       | Kateřina Beránková     |
| Brigitte, Ottiliina důvěrnice                              | …            | Boschettiová           |
| Almeda, Modonedův podkoní                                  | …            | Václav Schmiller       |
| Ludo, knížecí dvořan                                       | …            | Haas                   |
| Locrono, knížecí dvořan                                    | …            | Václav Hametner        |
| Rytíř Benno                                                | …            | Jüner                  |
| Lorenzo, zámecký správce                                   | …            | Rudolf Šimek           |
| Sluha                                                      | …            | Krakora                |
| Rytíři, dvorní dámy, lovci, cikáni, lítice                 |              |                        |
| Dirigent: František Škroup, režisér Carl Josef Schikaneder |              |                        |

## Děj opery

### 1. dějství

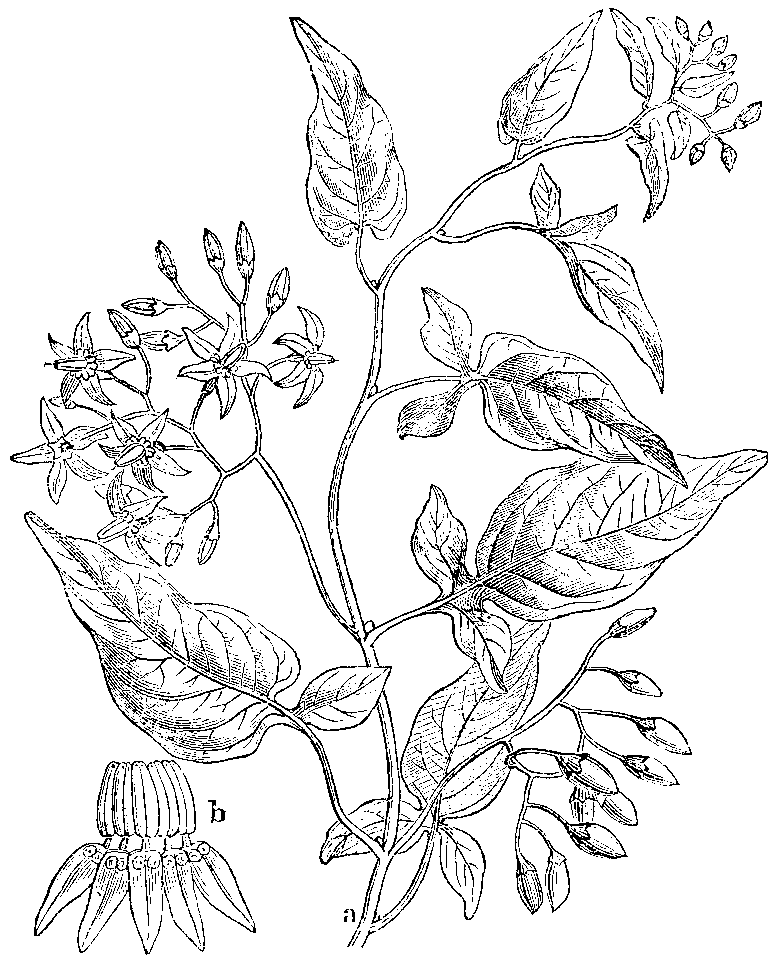
Potměchuť (Solanum dulcamara)

(Kraj lesa) Služebnictvo za zpěvu pijácké písně přivádí na scénu původ Otilie, ženy rytíře Mondoneda, jež cestuje v doprovodu své dcery Romany, schovanky Rosy a důvěrnice Brigitty. Otilie posílá Romanu a Rosu do lesa na kvítí. Vrátí se jen Romana a průvod spěšně odejde. Když se objeví i Rosa – našla v lese kvítek potměchuti – zjistí, že zůstala v lese sama a že se blíží bouře. Když je hromobití nejprudší a Rosa volá o pomoc, zjeví se jí víla Alcire a promění temný les ve vesnickou krajinu.
(Proměna – venkovská krajina) Rosa víle vysvětluje, že je zaslíbena knížeti Ayermontovi; jen sňatkem s ním prý dojde štěstí. Sotvaže dívka i víla zmizí, přichází ve skvělém průvodu samotný kníže jedoucí na Mondonedův hrad za svou vyvolenou Rosou. Zastavuje se u besídky obrostlé potměchutí a velebí malebnou krajinu. Alcire jej zkouší: proč nechce raději dědičku Romanu namísto nemajetného nalezence Rosy? Ale kníže se nedá zmást a chce jen svou nevěstu. Víla mu ji tedy přivádí a v její přítomnosti se oba snoubenci poprvé setkají.

### 2. dějství
(Mondonedův hrad) Na hradě rytíře Mondoneda služebnictvo připravuje uvítání knížeti. Mondonedo i Otilie se ujišťují, že v nepřítomnosti Rosy kníže jistě podlehne půvabům Romany. Tento plán se však rozplyne, když vidí přijíždět knížete i s Rosou.
Zatímco zásnubní slavnost začíná, Otilie s Romanou se chtějí zbavit Rosy pomocí čar. Romana si vetkne do živůtku snítku, která svou nositelku promění v lítici. Při následujícím tanci Otilie vymění Rosinu snítku za Romaninu. Rosa náhle získá podobu fúrie. Kníže se jí zhrozí a hledá záchranu u Romany, zatímco na nebohou Rosu se všichni sesypou. V poslední chvíli ji opět zachrání víla Alcire, která poté bleskem zapálí hrad. Všichni ve zmatku prchají, hrad se řítí.

### 3. dějství
(U věže hradu) Mondonedo chce uvěznit Rosu ve věži hradu; z povzdálí je slyšet zpěv přicházejících cikánů. Rytíř se chystá svrhnout schovanku do věže, ale zabrání mu v tom zjevení ducha jeho bratra. Mondonedo se tady rozhodne probodnout Rosu na místě, ale na pokyn víly zahřmí a na místě Rosy se objeví Romana, nad níž stojí cikánky s tasenými dýkami. Rytíř se strachuje o dceru, ale víle spílá. Je za to potrestán tím, že jej pronásledují lítice, a Romana oslepne.
(Proměna – pokoj knížete Ayermonta) Ayermont vzdychá po Rose. Víla Alcire mu ji opět přivádí, tentokrát i s ujcem Bennem a s příslibem dědictví po rodičích.
(Proměna) Mondoneda a Otilii přivedly lítice ke skále, z níž se kdysi zřítil rytířův bratr. Oba manželé litují svých činů a přejí si jen zdraví pro svou dceru. Mondonedo se chce v zoufalství vrhnout se skály, ale opět zahřmí a skála se promění v potměchutí obrostlou besídku, v níž Rosa a uzdravená Romana drží Mondoneda v náručí.
(Proměna) Víla žehná Rose a Ayermontovi. Jejich vzájemné milostné vyznání a oslavný sbor ukončují operu.